# فرودگاه یادبود فلوید بنت
فرودگاه یادبود فلوید بنت (به انگلیسی: Floyd Bennett Memorial Airport) یک فرودگاه همگانی با کد یاتا GFL است که یک باند فرود آسفالت دارد و طول باند آن ۱۵۲۴ متر است. این فرودگاه در کشور ایالات متحده آمریکا قرار دارد و در ارتفاع ۱۰۰ متری از سطح دریا واقع شده است.